# 高木豊
高木 豊（たかぎ ゆたか、1958年〈昭和33年〉10月22日 - ）は、山口県防府市出身（山口市生まれ）の元プロ野球選手（内野手、外野手）・コーチ、解説者・評論家、YouTuber、タレント。

## 経歴

### プロ入り前
山口県山口市で生まれる。父親の仕事の都合で転居が多く、福岡県→鹿児島県→愛媛県大洲市→福岡県→北海道帯広市へと転居を繰り返すが、中学3年の2学期に母方の郷里である山口県防府市へ単身で移り住む。転勤族のため、せめて高校時代は転校なしで済ませたいという両親の配慮であった。
野球では中学3年時に北北海道地区で頭角を現し、多々良学園高校に進学。1974年には1年生ながらエース、三番打者として秋季中国大会まで進む。しかし、準々決勝（初戦）で小林誠二（広島・西武）を擁する広島工高にノーヒットノーランを喫する。結局、高校時代は甲子園出場を果たせなかった。
卒業後は中央大学へ進学し、名将・宮井勝成の指導を受ける。東都大学野球リーグでは1979年に1年上のエース・香坂英典を擁し、春季リーグで5年ぶりに優勝。同年の大学日本選手権でも決勝で早大を降して優勝し、同年から2年連続で日米大学野球の代表にも選出された。リーグ通算107試合出場、402打数115安打、打率.286、2本塁打、28打点。ベストナイン（二塁手）4回選出。115安打は大学の先輩•藤波行雄の133安打に次いでリーグ歴代2位。

### プロ野球選手時代
1980年のドラフト3位で横浜大洋ホエールズに入団し、1年目の1981年は二軍監督の須藤豊に鍛えられ一軍に上がる。同年は5月から三塁手、二塁手として36試合に先発出場。
2年目の1982年は関根潤三監督が就任して二塁手、外野手を兼ねて67試合に先発出場。オフに大洋版伊東キャンプに参加した。
1983年は開幕戦のみ基満男が二塁手で起用されたが、2試合目以降は高木が起用され、初めて規定打席（6位、打率.314）に到達。同年から4年連続で打率3割を記録した。この1983年に一時は右打ちに取り組みスイッチヒッターとなったが、右打席の状態が思わしくなく、すぐに左打ち一本に戻している。二塁手としてダイヤモンドグラブ賞に選ばれた。
1984年はオールスターに選ばれ、7月22日第2戦（阪神甲子園球場）9回裏に東尾修から四球で出塁するも、牽制死してゲームセットとなった。このシーズンは56盗塁で盗塁王を獲得。1985年には監督の近藤貞雄の発案で加藤博一・屋鋪要と共に「スーパーカートリオ」を結成。同年より山下大輔が二塁手、高木が遊撃手にコンバートされる。この年はオールスター第1戦で決勝打を放ってMVPを獲得し、シーズンでは遊撃手部門でセントラル・リーグのベストナインに選ばれた。
1987年からは古葉竹識監督が就任し、開幕から二塁手高木豊、遊撃手山下大輔にポジションが戻された（山下は開幕から数試合で遊撃手から三塁手にコンバートされ、新遊撃手には高橋雅裕が台頭した）。シーズンを通して失策は僅か2にとどめ、当時の二塁手の日本記録であるシーズン守備率.9971を記録。高木はゴールデングラブ賞の受賞を確信し、発表の前からコメントを求められていた際には「万が一（ゴールデングラブを）獲れなかったら、二度といらない、というコメントを出していいから」とまで発言していた。しかし、この年は同率首位打者となった読売ジャイアンツの篠塚利夫と広島東洋カープの正田耕三も同じく二塁手であり、篠塚がベストナインを受賞。そして、ベストナインから漏れた正田に同情票も集まったことで、正田がゴールデングラブ賞を初受賞し、高木は選出されなかった。これに対し、高木は明らかに不快感を示し、「今年は守備率の日本新記録を作ったのでゴールデングラブ賞は間違いなく自分だと確信していたが、こんな大記録にすら野球記者は気付いてもいない」と投票に関わった記者を批判した。これらのコメントにより、スポーツ紙では断続的にゴールデングラブ賞の選考基準を疑問視する記事があがり、同賞の発表から2週間以上経った12月、セ・リーグは高木を特別表彰することを決定した。
須藤豊が監督に就任した1990年は打率.323を記録し、同僚のジム・パチョレックにわずか3厘差のリーグ2位となる。1992年、8月19日巨人戦において通算300盗塁を達成。
1990年、1991年は2年連続で二塁手としてセ・リーグベストナインに選ばれ、リーグ屈指のアベレージヒッターとして活躍。1991年は生涯最高の打率.333を記録するが、古田敦也、落合博満に次ぐ3位に終わり、首位打者には手が届かなかった。
1992年オフの契約更改では、3年連続3割でアップを主張する高木に対して、球団は前年より貢献度が下がったことを理由にダウン提示したため、年俸の交渉がまとまらず、年俸調停を申請。この結果、高木は球団の提示額よりわずかな上積みを勝ち取ったが、後に「これが翌年の解雇の要因になったのは間違いない」と語っていた。
「横浜ベイスターズ」へ球団名を変更した1993年は二塁手のロバート・ローズが入団したため、開幕から三塁手として出場したが、弱肩が課題となる。石井琢朗・進藤達哉の成長もあり、シーズン途中で一塁手へコンバートされた。選手層の薄さもあり、全試合に出場したが、同年オフ、チームの若返り策の一環として屋鋪、山崎賢一ら多くのベテラン選手とともに自由契約を通告される。同オフから導入されたFA制度で巨人から駒田徳広を獲得するため、資金調達の犠牲となったとする報道もあった。これを受けて、阪神タイガース、中日ドラゴンズ、日本ハムファイターズから獲得の打診が寄せられた。
1994年の所属先は、当初中日入りが内定していたが、新外国人選手との兼ね合いで一時獲得から降りたことが元で後に白紙撤回となり、最終的に監督の大沢啓二が初交渉時から出馬するなど終始誠意を見せていた日本ハムへ入団した。12月16日に球団事務所で行われた入団発表で髙木はスポーツ刈りの頭で球団にやってきて、「12球団で今一番熱く燃える日本ハムで優勝の力になりたい。」とカメラのフラッシュを浴び胸を張りながら言った。高木のセリフが大沢の胸に響き渡った。日本ハムでは左翼手としてプレーしたが、低調な成績に終わり、チームも10年ぶりの最下位に低迷、同年オフに現役を引退。監督の大沢啓二は、著書の中で高木について「横浜を自由契約となった高木を獲得したんだが、あいつはもっとやれると思っていた。けど、やっぱり力が衰えてたんだなあ。打線のブレーキになっちまった。」と記している。所属したチームの成績に恵まれず現役時代にリーグ優勝を一度も経験できなかった。現役時代は2度退場処分を受けた。

### 引退後
引退後はサンミュージックと契約し、タレントとして活動。ドラマや歌番組・料理番組に出演するも、ヒット作品に恵まれず、1997年よりフジテレビ野球解説者へ転身し、野球評論を中心に活動し始める。
2001年には横浜の一軍内野守備・走塁コーチに就任するが、ミーティングの内容を担当記者に喋ったことなどで森祇晶監督から不評を買い、1年で辞任。2002年からはフジテレビ野球解説者としての活動を再開し、中継ではベンチ解説を務めた。解説業の傍ら、2004年にはアテネオリンピック日本代表内野守備・走塁コーチを務め、オールプロチームの銅メダル獲得に貢献。2012年にはヘッドコーチとして、親会社がDeNAになったベイスターズへ復帰。チームの組閣はフロント主導であったが、中畑清がDeNA監督時代に招聘した唯一のコーチが高木である。9月15日の東京ヤクルトスワローズ戦（神宮）で、中畑が三塁塁審であった深谷篤審判員への暴力行為で退場処分を受けたため、試合終了まで監督代行を担当。試合後、「誰にでも間違いはあるが、あの判定は俺でも納得がいかない。アイツ（深谷）は審判を辞めた方がいい」と名指しで深谷を強く批判している。2013年には一軍チーフ兼打撃コーチを担当したが、2012年は最下位、2013年は5位と低迷し、10月9日に球団からコーチ契約を更新しないことが発表され、退団した。
退団を機に公式ブログを開設し、2014年からはフジテレビで三たび野球解説者を務める。また、助監督として関わってきたクラブチーム・山口防府ベースボールクラブ総監督を同年より務めている。
2017年にはSTVラジオ野球解説者に就任し、2018年からはYouTubeのチャンネルを立ち上げ、野球系YouTuberとしての活動を開始。開設当初より同チャンネルではお笑いコンビ・孝行球児をアシスタントに据えて活動していたが、同コンビが元々のお笑い活動を優先することとなったため、2019年7月の動画を最後に定期的な出演はなくなった。何人かのフリーアナウンサーがアシスタントを務めていたが、2023年現在は森藤恵美が主にアシスタントを務めている。2019年9月には2つ目のYouTubeチャンネルを立ち上げ、こちらのチャンネルでは2020年7月より宮内千早が主にアシスタントを務めている。2019年1月、音楽プロデューサーYANAGIMANのYouTubeチャンネル『桜坂ちゃんねる』内の番組でメインMCを務める。

## 選手としての特徴
俊足・巧打・堅守を兼ね備えた二塁手として長きにわたり活躍した。守備では二塁の他、三塁、外野、遊撃、一塁と内外野全てのポジションを経験している。1987年には二塁手として守備率.997を記録し、2020年に菊池涼介に抜かれるまで長らくプロ野球記録であった。
通算321盗塁を記録し盗塁王も獲得したが通算盗塁成功率は64.3%と低く、通算250盗塁以上を記録した選手の中では最も低い。そのため、通算盗塁が歴代25位なのに対し、通算盗塁死178は歴代4位である。打率3割以上は8回記録しており、これは横浜の球団最多回数である。

## 人物
- 長男の高木俊幸、次男の高木善朗、三男の高木大輔は、いずれも あざみ野FC、東京ヴェルディ1969の下部組織出身のプロ・アマチュアサッカー選手で、ユース時代から揃って年代別日本代表に選出されるなど、「高木三兄弟」として注目されていた[46]。そのこともあって、『すぽると!』出演時には、「サッカー通の野球解説者」として、野球解説だけでなくサッカー解説を担当することもある。息子に野球をやらせなかった理由については「親のエゴを押し付けるべきではない」と答えている[47]。
- 2度の離婚歴があり、「高木三兄弟」は1990年に再婚した2人目の妻との間の子供たちである。2020年に3度目の結婚をしている[48]。妻はモデルの宮内千早[49]で宮内の2人の子供と暮らしている。
- 1993年の1年のみ使用された個人応援歌は、後に一部の歌詞を変えて内川聖一に流用されている。また、日本ハム時代に使用された個人応援歌は後に歌詞を変更して中島卓也に流用されている。ただ、中島には2015年より新曲が使用されることとなった。
- 2005年1月より男性用かつらメーカー・アートネイチャー「ヘア・フォーライフ」のCMキャラクターを務め、テレビCMが放送されていた。
- 2016年6月、札幌・すすきのにガールズバー「Second」をオープンした[50]。同年12月には東京都内に2号店をオープンしている[51]。
- 高木の定義する一流の野球選手は「キャッチボールが丁寧であること」と発言している。具体的な例を挙げると落合博満と清原和博の名をあげている[52]。特に清原に対しては「天才の中の天才」と完全な評価を与えている[53]。
- 2023年の記事で、NPBの外国人選手のレベルが下がっていることを指摘している。その理由として「日本人のピッチャーの質が著しく向上しているということ。それと、メジャーリーグで日本人のピッチャーが活躍できる理由のひとつとして、フォークボールを持っていることが挙げられますよね。今年(2023年)のWBCのアメリカとの決勝戦でも、戸郷翔征や髙橋宏斗のフォークボールを、メジャーの一流のバッターたちは全然打てなかった。メジャーではフォークボールを投げるピッチャーは少ないので、外国人選手は落ちるボールに弱いんです」と説明している。球種の豊富さや高速変化球が存在すること、速球の速度が高くなってることも、MLBで然程の活躍をしなかったがNPBで大活躍したランディ・バースやオレステス・デストラーデの時代とは異なると話している。高木は「もはや外国人選手は助っ人ではない」と主張しており、日本人のチームメイトも一目置くこともなく友達のように接し、それどころか、「日本でうまくなりたい」と思っている外国人選手もいるくらいと実情を語っている[54][55][56]。

## 詳細情報

### 年度別打撃成績
| 年 度      | 球 団      | 試 合 | 打 席 | 打 数 | 得 点 | 安 打 | 二 塁 打 | 三 塁 打 | 本 塁 打 | 塁 打 | 打 点 | 盗 塁 | 盗 塁 死 | 犠 打 | 犠 飛 | 四 球 | 敬 遠 | 死 球 | 三 振 | 併 殺 打 | 打 率 | 出 塁 率 | 長 打 率 | O P S |
| ---------- | ---------- | ----- | ----- | ----- | ----- | ----- | -------- | -------- | -------- | ----- | ----- | ----- | -------- | ----- | ----- | ----- | ----- | ----- | ----- | -------- | ----- | -------- | -------- | ----- |
| 1981       | 大洋 横浜  | 88    | 156   | 141   | 18    | 31    | 6        | 0        | 0        | 37    | 7     | 6     | 3        | 2     | 1     | 12    | 1     | 0     | 29    | 2        | .220  | .279     | .262     | .542  |
| 1982       | 大洋 横浜  | 104   | 315   | 277   | 36    | 72    | 12       | 4        | 7        | 113   | 33    | 6     | 2        | 5     | 1     | 31    | 0     | 1     | 62    | 4        | .260  | .335     | .408     | .743  |
| 1983       | 大洋 横浜  | 125   | 548   | 465   | 73    | 146   | 22       | 5        | 12       | 214   | 49    | 27    | 22       | 20    | 3     | 56    | 4     | 4     | 72    | 6        | .314  | .390     | .460     | .850  |
| 1984       | 大洋 横浜  | 117   | 524   | 443   | 76    | 133   | 20       | 4        | 11       | 194   | 39    | 56    | 28       | 7     | 4     | 66    | 4     | 4     | 51    | 6        | .300  | .393     | .438     | .831  |
| 1985       | 大洋 横浜  | 125   | 577   | 488   | 105   | 155   | 33       | 5        | 11       | 231   | 50    | 42    | 20       | 5     | 1     | 77    | 3     | 6     | 50    | 6        | .318  | .416     | .473     | .889  |
| 1986       | 大洋 横浜  | 126   | 531   | 468   | 63    | 145   | 37       | 5        | 1        | 195   | 29    | 24    | 16       | 6     | 5     | 50    | 2     | 2     | 81    | 8        | .310  | .375     | .417     | .793  |
| 1987       | 大洋 横浜  | 127   | 560   | 509   | 75    | 148   | 24       | 5        | 12       | 218   | 52    | 21    | 10       | 8     | 5     | 36    | 0     | 2     | 68    | 4        | .291  | .337     | .428     | .765  |
| 1988       | 大洋 横浜  | 114   | 489   | 416   | 67    | 125   | 21       | 3        | 7        | 173   | 46    | 29    | 14       | 9     | 4     | 59    | 1     | 1     | 45    | 6        | .300  | .385     | .416     | .801  |
| 1989       | 大洋 横浜  | 127   | 567   | 497   | 71    | 138   | 29       | 2        | 5        | 186   | 31    | 32    | 17       | 6     | 0     | 61    | 6     | 3     | 72    | 6        | .278  | .360     | .374     | .734  |
| 1990       | 大洋 横浜  | 118   | 475   | 406   | 61    | 131   | 21       | 3        | 10       | 188   | 55    | 13    | 8        | 4     | 4     | 57    | 5     | 4     | 57    | 3        | .323  | .408     | .463     | .871  |
| 1991       | 大洋 横浜  | 131   | 588   | 490   | 81    | 163   | 30       | 2        | 4        | 209   | 62    | 24    | 14       | 7     | 6     | 76    | 6     | 9     | 55    | 7        | .333  | .427     | .427     | .853  |
| 1992       | 大洋 横浜  | 131   | 599   | 500   | 76    | 150   | 32       | 2        | 5        | 201   | 39    | 24    | 12       | 10    | 7     | 81    | 5     | 1     | 62    | 7        | .300  | .394     | .402     | .796  |
| 1993       | 大洋 横浜  | 130   | 557   | 489   | 53    | 131   | 21       | 0        | 3        | 161   | 42    | 9     | 7        | 7     | 3     | 57    | 1     | 1     | 80    | 9        | .268  | .344     | .329     | .673  |
| 1994       | 日本ハム   | 65    | 225   | 193   | 22    | 48    | 8        | 0        | 0        | 56    | 11    | 8     | 5        | 3     | 0     | 28    | 0     | 1     | 32    | 5        | .249  | .347     | .290     | .637  |
| 通算：14年 | 通算：14年 | 1628  | 6711  | 5782  | 877   | 1716  | 316      | 40       | 88       | 2376  | 545   | 321   | 178      | 99    | 44    | 747   | 38    | 39    | 816   | 79       | .297  | .378     | .411     | .789  |

- 各年度の太字はリーグ最高
- 大洋（横浜大洋ホエールズ）は、1993年に横浜（横浜ベイスターズ）に球団名を変更

### タイトル
- 盗塁王：1回（1984年）

### 表彰
- ベストナイン：3回（遊撃手部門：1985年 二塁手部門：1990年、1991年）
- ダイヤモンドグラブ賞：1回（二塁手部門：1983年）
- オールスターゲームMVP：1回（1985年 第1戦）
- セントラル・リーグ特別表彰（1987年）

### 記録
初記録
- 初出場：1981年4月9日、対読売ジャイアンツ3回戦（横浜スタジアム）、8回裏に中塚政幸の代走として出場
- 初安打：1981年4月24日、対中日ドラゴンズ1回戦（横浜スタジアム）、7回裏に屋鋪要の代打として出場、鈴木孝政から二塁打
- 初先発出場：1981年5月10日、対読売ジャイアンツ8回戦（横浜スタジアム）、2番・二塁手として先発出場
- 初盗塁：1981年5月19日、対ヤクルトスワローズ5回戦（横浜スタジアム）、7回裏に二盗（投手：松岡弘、捕手：八重樫幸雄）
- 初打点：1981年6月11日、対阪神タイガース11回戦（阪神甲子園球場）、2回表に伊藤宏光から
- 初本塁打：1982年5月3日、対ヤクルトスワローズ5回戦（横浜スタジアム）、5回裏に松岡弘からソロ

節目の記録
- 1000本安打：1989年6月13日、対中日ドラゴンズ8回戦（ナゴヤ球場）、6回表に今中慎二から右前安打 ※史上156人目
- 1000試合出場：1989年8月1日、対阪神タイガース14回戦（阪神甲子園球場）、1番・二塁手として先発出場 ※史上288人目
- 300盗塁：1992年8月19日、対読売ジャイアンツ20回戦（横浜スタジアム）、3回裏に二盗（投手：木田優夫、捕手：吉原孝介） ※史上22人目
- 1500本安打：1992年8月27日、対ヤクルトスワローズ21回戦（明治神宮野球場）、8回表に伊東昭光から中前安打 ※史上60人目
- 300二塁打：1993年6月27日、対中日ドラゴンズ15回戦（ナゴヤ球場）、5回表に山田喜久夫から二塁打 ※史上30人目
- 1500試合出場：1993年7月8日、対読売ジャイアンツ13回戦（東京ドーム）、3番・一塁手として先発出場 ※史上107人目

その他の記録
- オールスターゲーム出場：8回（1983年 - 1986年、1988年、1990年 - 1992年）
- 最高出塁率未獲得での通算出塁率.3784 ※4000打数以上ではレロン・リーに次ぐ歴代2位

### 背番号
- 16（1981年、1994年）
- 3（1982年 - 1993年）
- 85（2001年）
- 77（2012年 - 2013年）

## 関連情報

### 出演番組
※特記ない限り、フジテレビ系列の番組
- プロ野球中継
  - 野球道 (フジテレビ系列)
  - SWALLOWS BASEBALL L!VE
  - STVファイターズLIVE(STVラジオ)
- すぽると!
- プロ野球ニュース
2014年現在、上記スポーツニュース番組に両方とも出演しているフジテレビ解説者は高木ただ1人となっている。
- スポーツワイド Fの炎〜SPORT HOKKAIDO〜（UHB。2011年2月7日放送より）
- tvkプロ野球中継 横浜DeNAベイスターズ熱烈LIVE（tvk。不定期）
- ぽっかぽか（俳優として。白川保役）
- くにまるジャパン 極（文化放送。月一ご意見番）

### 著書

#### 単著
- 『オレだから言えるプロ野球・奇想天外の舞台ウラ』（スコラ、1995年3月、ISBN 4796202722）
- 『父親次第』（日本経済新聞出版社（日経プレミアシリーズ）、2009年7月、ISBN 9784532260521）

#### 監修
- 『プロから学ぶ野球技術：第2巻(バッティング+走塁編)』（アポロ出版、2005年2月、ISBN 487454990X）
- 『プロから学ぶ野球技術：第3巻(守備編)』（大野豊共監修、アポロ出版、2005年2月、ISBN 4874549918）
- 『小・中学生のためのワンコイン野球教室：3(フィールディング編)』（簑田浩二共監修、ベースボール・マガジン社、2006年8月、ISBN 4583613938）
  - 『小・中学生のための野球上達トラの巻：2(フィールディング編&フォーメーション編)』（新装改訂版、簑田浩二・本西厚博共監修、2007年6月、ISBN 9784583614618）
  - 『小・中学生のための野球上達法：決定版！：1 (打撃編&守備編)』（新装改訂版、大島康徳・簑田浩二共監修、2008年5月、ISBN 9784583615325）